# Nephila pilipes
Espèce
Synonymes
- Voir texte

Statut de conservation UICN

 LC  : Préoccupation mineure
Nephila pilipes est une espèce d'araignées aranéomorphes de la famille des Araneidae.

## Distribution
Cette espèce tropicale se rencontre,, :
- en Australie en Australie-Occidentale, au Territoire du Nord, au Queensland, en Nouvelle-Galles du Sud et sur l'île Christmas ;
- au Vanuatu ;
- aux Salomon ;
- en Papouasie-Nouvelle-Guinée ;
- en Indonésie ;
- à Singapour ;
- aux Philippines ;
- à Taïwan ;
- au Japon ;
- en Chine ;
- à Hong Kong
- au Viêt Nam ;
- au Laos ;
- au Cambodge ;
- en Thaïlande ;
- en Birmanie ;
- en Inde ;
- au Sri Lanka ;
- au Pakistan.

## Description
Le mâle mesure 4,10 mm et la femelle 37,50 mm.

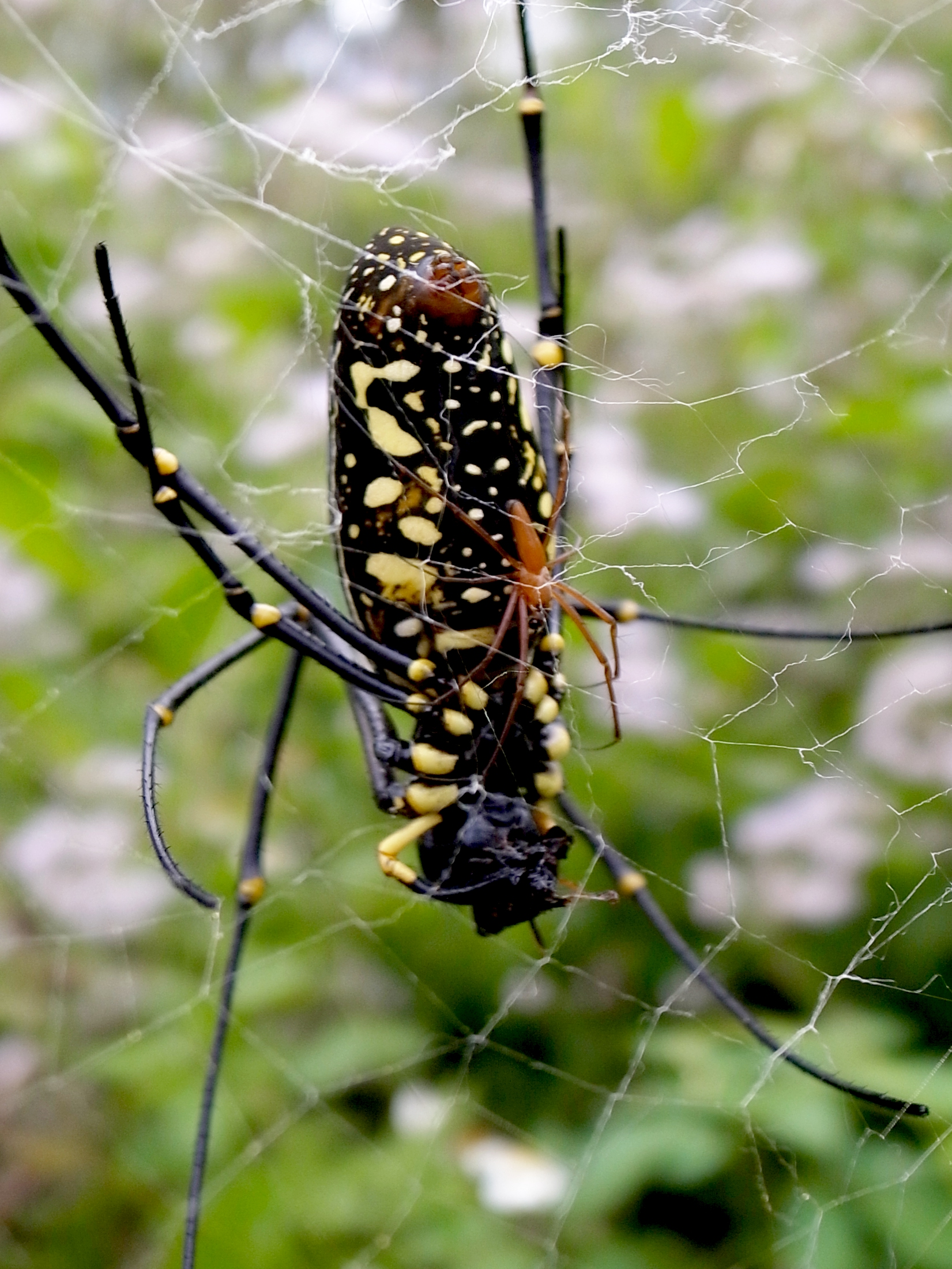
Accouplement de Nephila pilipes : le mâle est la petite araignée orange sur l'abdomen de la femelle.

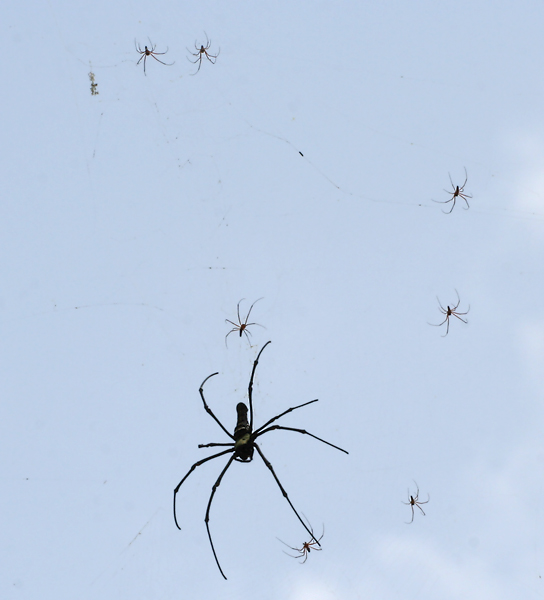
Nephila pilipes femelle entourée de plusieurs mâles

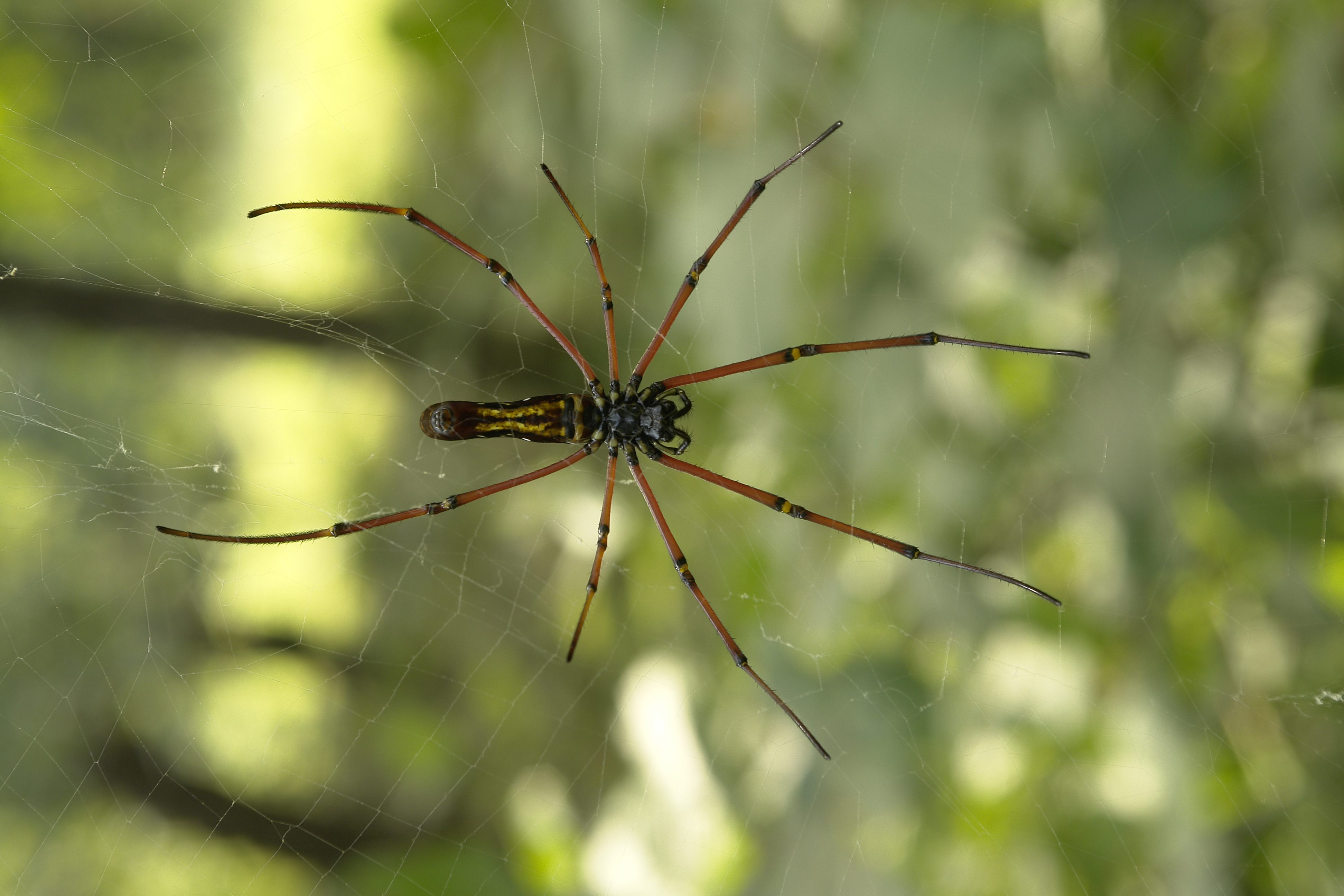
Nephila pilipes femelle, face ventrale, Raisen district, Inde

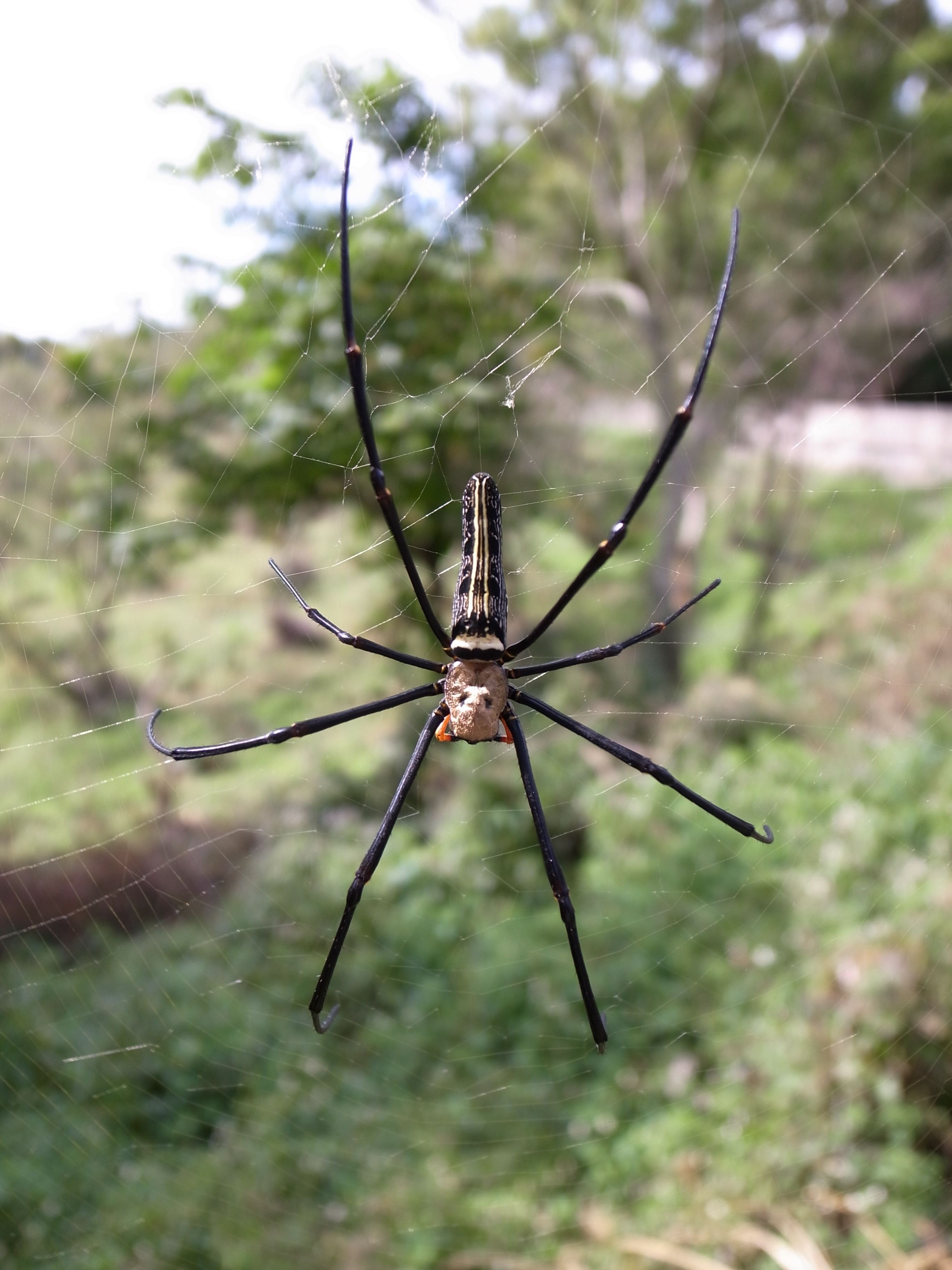
Nephila pilipes femelle, face dorsale, Taiwan

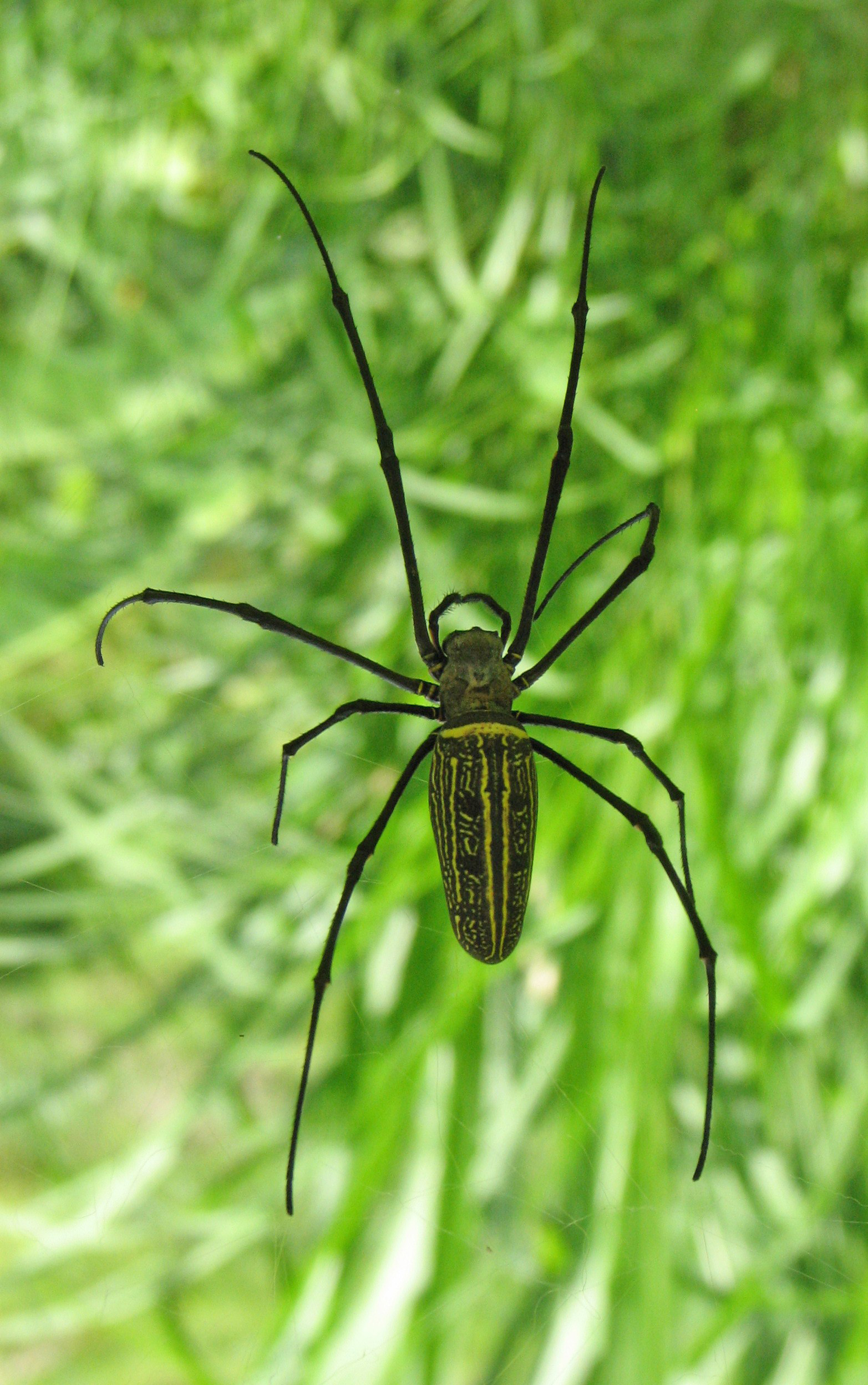
Nephila pilipes femelle, Bali

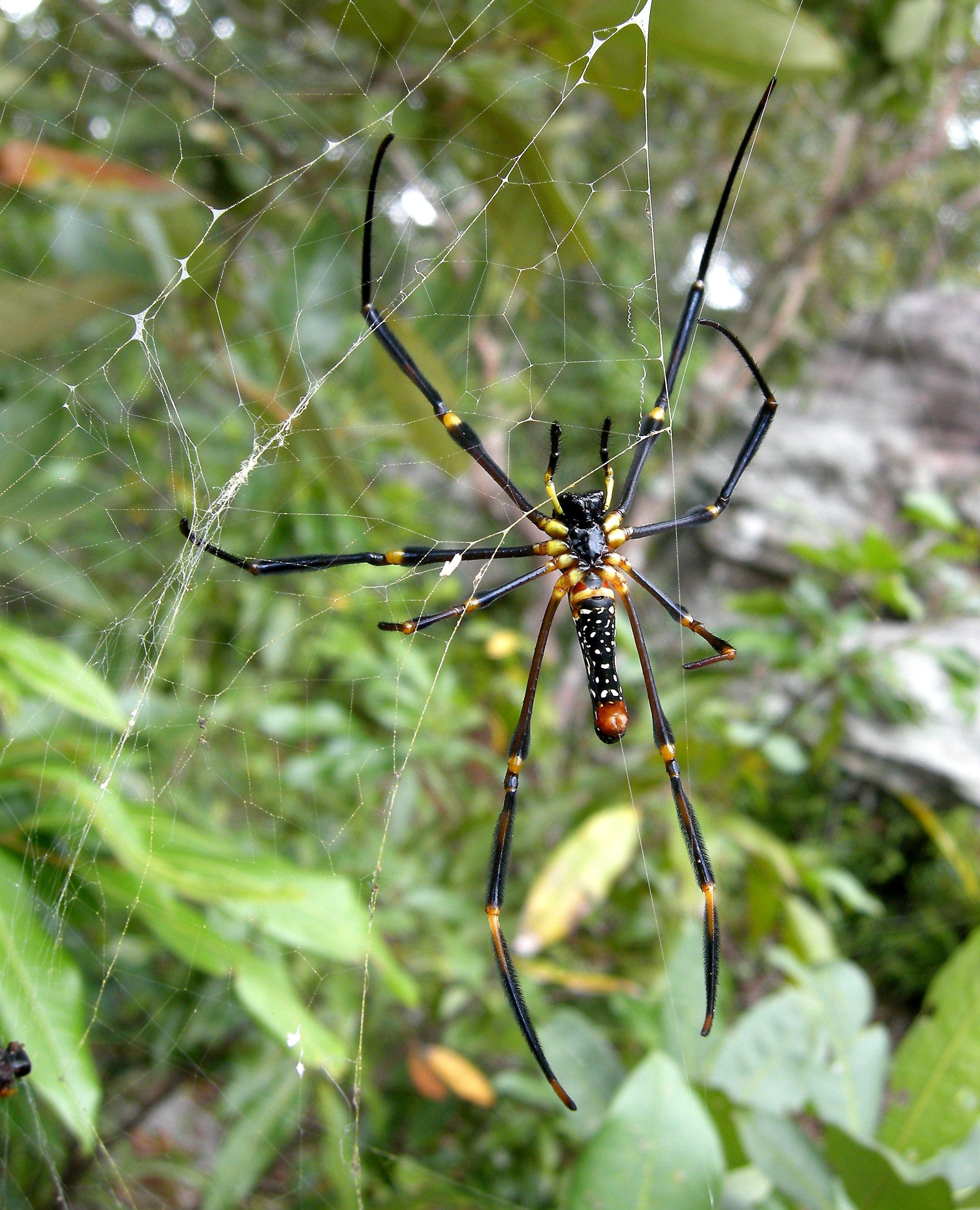
Nephila maculata (Nephila pilipes) femelle, Sanctuaire de faune de Khao Soi Dao, Thaïlande

Dans cette espèce le dimorphisme sexuel est extrêmement prononcé. La femelle, de couleur noire et jaune, mesure jusqu’à 20 cm (avec un corps de 30 à 50 mm), tandis que le mâle, de couleur brun-rouge, mesure jusqu’à 20 mm (avec un corps de 5 à 6 mm). C'est l'une des plus grandes araignées au monde.
Sa livrée jaune très vif éclatant et noir attire ses proies de jour comme de nuit.
C'est une araignée capable de tisser des toiles de 2 m de largeur sur 6 de haut, soit 12 m2. Elle tisse sa toile dans la végétation des forêt humide, des buissons, des mangroves et des jardins. Cette toile est capable de s'étirer sans casser, arrête les gros insectes et peut aussi stopper un petit oiseau en plein vol, performance égalée seulement par les meilleures fibres artificielles comme le Kevlar.
Les fils de soie de l'araignée femelle ont été utilisés avec succès par Shigeyoshi Osaki de la Nara Medical University (Japon) pour former des cordes de violon .

## Systématique et taxinomie
Cette espèce a été décrite sous le protonyme Aranea pilipes par Fabricius en 1793.
Epeira walckenaeri, Epeira hasseltii, Nephila maculata annulipes, Nephila maculata jalorensis, Nephila maculata novae-guineae, Nephila maculata flavornata, Nephila maculata piscatorum, Nephila pictithorax et Nephila maculata ont été placées en synonymie par Harvey, Austin et Adams en 2007.
Nephila robusta a été placée en synonymie par Sankaran, Caleb, Joseph et Sebastian en 2020.
Nephila pilipes malagassa est un nomen dubium.

### Synonymes
Cette espèce admet de nombreux synonymes :
- Aranea longipes Fabricius 1781 nec Fuesslin, 1775
- Aranea maculata Fabricius, 1793 nec Olivier, 1789
- Aranea pilipes Fabricius, 1793
- Aranea sebae Walckenaer, 1802
- Epeira chrysogaster Walckenaer, 1805
- Nephila fuscipes C. L. Koch, 1839
- Epeira doreyana Walckenaer, 1841
- Epeira caliginosa Walckenaer, 1841
- Nephila ornata Adams, 1847
- Epeira penicillum Doleschall, 1857
- Epeira walckenaeri Doleschall, 1857
- Epeira hasseltii Doleschall, 1859
- Epeira harpyia Doleschall, 1859
- Nephila pecuniosa L. Koch, 1872
- Nephila aurosa L. Koch, 1872
- Nephila procera L. Koch, 1872
- Nephila sulphurosa L. Koch, 1872
- Nephila tenuipes L. Koch, 1872
- Nephila maculata annulipes Thorell, 1881
- Nephila maculata jalorensis Simon, 1901
- Nephila submaculata Strand, 1906
- Nephila maculata novae-guineae Strand, 1906
- Nephila pictithorax Kulczynski, 1911
- Nephila maculata flavornata Merian, 1911
- Nephila robusta Tikader, 1962

## Publication originale
- Fabricius, 1793 : Entomologiae systematica emendata et aucta, secundum classes, ordines, genera, species adjectis synonimis, locis, observationibus, descriptionibus. Hafniae, vol. 2, p. 407-428.